# باري دارو
باري دارو (بالإنجليزية: Barry Darrow)‏ هو لاعب كرة قدم أمريكية أمريكي، ولد في 27 يونيو 1950 في بيوريا في الولايات المتحدة.

## وصلات خارجية
- باري دارو على موقع مرجع كرة القدم المحترفة.كوم (الإنجليزية)